# 尤通海門國家公園
尤通海門國家公園（挪威語：Jotunheimen nasjonalpark）是挪威的一個國家公園，也是挪威屈指的登山和釣魚勝地。尤通海門國家公園面積1,151平方公里，是尤通黑門山脈的一部分。